# Португалия на зимних Олимпийских играх 2006
Португалия принимала участие в Зимних Олимпийских играх 2006 года в Турине (Италия) в пятый раз за свою историю, пропустив Зимние Олимпийские игры 2002 года, но не завоевала ни одной медали. Сборную представлял единственный атлет — лыжник Данни Силва, стартовавший в гонке на 15 километров классическим стилем.

## Результаты

### Лыжные гонки
Мужчины
Дистанция
| Соревнование   | Спортсмен   | Результат | Место |
| -------------- | ----------- | --------- | ----- |
| 15 км классика | Данни Силва | 54:34,1   | 93    |